# 藤岡豊
藤岡 豊（ふじおか ゆたか、1927年6月19日 - 1996年3月30日）は、日本の男性アニメーションプロデューサー、実業家である。東京ムービー新社社長。和歌山県出身。京都大学農学部中退。

## 人物
アニメ制作会社東京ムービー、同じくテレコム・アニメーションフィルムの創設者である。東京ムービーの社長として『巨人の星』『ルパン三世』など、数々のアニメの製作を手がけた。制作部長時代には『ムーミン』を制作。第26話で当時の社長に打ち切られ、不満を持っていたそうである。因みに『ムーミン』の制作を継いだのは、虫プロダクションであった。国際放映、三協映画では実写映画の製作者としても名を連ねた。野心的な企画と巧みな勧誘で、長浜忠夫、大隅正秋、宮崎駿、高畑勲、大塚康生、楠部大吉郎ら優秀な製作者を東京ムービーへ招くことに成功。東京ムービー作品の制作を担当する会社として楠部が設立したAプロダクションは後のシンエイ動画となった。
漫画のテレビアニメ化と映画化に飽き足らなくなり、世界に通用する日本のアニメーションを目指してウィンザー・マッケイのコミック『夢の国のリトル・ニモ』の映画化に挑戦。東京ムービーとは別に新たにテレコム・アニメーションフィルムを設立。アニメ映画『NEMO/ニモ』の製作。製作期間は10年にも及び、藤岡のライフワークとなった。『NEMO/ニモ』の失敗によりアニメ界から身を退くことになったが、その過程でテレコム・アニメーションフィルムが制作した長編アニメ映画を宮崎駿、高畑勲が監督。藤岡の試みは、東映動画の長編作品の技術をスタジオジブリへ引き継ぐ足がかりとなったと評価された。
その駆け引き好きのキャラクターは、宮崎と大塚が手がけたテレビアニメ『未来少年コナン』のダイス船長のモデルとなった。没後、2005年の東京アニメアワード2005で、アニメの発展に寄与したことが認められ、第1回特別功労賞を受賞。
Aプロダクションの経理を経てシンエイ動画の専務取締役・プロデューサーを務めた別紙壮一は義理の弟（妻の妹の夫）にあたる。

## 来歴
1927年（昭和2年）6月19日、和歌山県に生まれる。
兵役免除が目的で第二次世界大戦中に入学した京都大学は、戦後になるとすぐに中退。大阪の大丸百貨店に勤務しながら人形劇を始める。
清水浩二主宰の人形劇団「ひとみ座」の大阪公演を手伝ったことをきっかけに、1956年（昭和31年）1月、28歳のときに同劇団へ入団。初めは台本作家を志して、脚本の執筆に挑んだが、やがて演技部に所属して、営業と声優を兼ねていた。36歳になる1963年（昭和38年）、「ひとみ座」がTBSと横山光輝原作の人形劇『伊賀の影丸』制作の契約を締結した際に、担当は既に営業に専念していた藤岡になった。このとき、藤岡は「ひとみ座」傘下に「東京人形シネマ」を設立し、1年間『伊賀の影丸』を任された。
この1963年はテレビアニメ『鉄腕アトム』がフジテレビで放映された年でもあった。TBSが新たにアニメ進出を企てたとき、同局のアニメ担当社員が藤岡の友人だったことから、アニメ製作の話が藤岡に舞い込む。TBSの幹部から「人形もアニメも動かないものを動かすのだから一緒」と説得され、1964年（昭和39年）8月19日に藤岡が代表となって「東京ムービー」を設立、手塚治虫原作の『ビッグX』が第1号作品となった。
東京ムービー設立当初の企画・演出・管理部門は、人形劇出身者で占められたが、アニメの経験者がいなかった。大赤字を抱えて、同社は倒産寸前に追い込まれ、TBSの系列会社であったテレビ制作会社国際放映の傘下で経営再建をすることとなった。藤岡は取締役制作部長に降格されるも、親会社・国際放映の専務を兼任した。1972年（昭和47年）から国際放映で何本かの実写映画の企画と製作に関わっている。
1975年（昭和50年）5月19日、海外合作とフル・アニメーションを目的に、テレコム・アニメーションフィルムを設立した。
1991年（平成3年）3月、アニメ映画『NEMO/ニモ』の失敗の責任をとって、東京ムービー関連の全ての権利を手放す。その後は、キッズワールドで活動した。
1996年（平成8年）3月30日、死去。68歳没。